# Juan de Dios Pérez
Juan de Dios Pérez Quijada (né le 1er janvier 1980 à Panama au Panama) est un joueur de football international panaméen, qui évolue au poste de milieu de terrain.

## Biographie

### Carrière en sélection
Avec l'équipe du Panama, il joue 36 matchs (pour aucun but inscrit) entre 2007 et 2013. 
Il figure dans le groupe des sélectionnés lors des Gold Cup de 2007 et de 2013. Il atteint la finale de cette compétition en 2013, en étant battu par les États-Unis.
Il joue également cinq matchs comptant pour les tours préliminaires de la coupe du monde, lors des éditions 2010 et 2014.

## Palmarès
| Tauro FC - Championnat du Panama (4) : - Champion : 2003, 2007 (Ouverture), 2010 (Ouverture) et 2012 (Clôture). |  | Panama - Gold Cup : - Finaliste : 2013. |